# プログラミング用語 (分野別)
プログラミング用語（プログラミングようご）は、コンピュータのプログラムおよびプログラミングに関する用語の一覧である。
分野別に分類し記載している。
固有の製品名、言語名、機種名、ソフト名など、固有の一覧の記事がある場合にはその記事へのリンクのみを示し、ここでは記載しない。
五十音（アルファベット・その他）順の一覧については、プログラミング用語一覧を参照。

## コンピュータの理論的基礎
- コンピュータ
  - チューリングマシン、ノイマン型、その他、コンピュータを参照。
- オートマトン

## プログラミング言語の位置づけ

### コンピュータ言語の分類
プログラミング言語は人工言語、コンピュータ言語の中の1群である。
- 言語、言語学、計算言語学
  - 自然言語
  - 人工言語、形式言語
    - コンピュータ言語 - コンピュータで用いられる人工言語。
      - プログラミング言語 - コンピュータ上で動作するプログラムを作成する言語。
      - データ記述言語 - 主に複雑なデータを格納することを目的とする言語。マークアップ言語など。
      - 問い合わせ言語 - データの問い合わせに用いる言語。
      - データベース言語 - データベースのアクセスに用いる言語。
      - 仕様記述言語 - 主にプログラムの設計に用いられる言語。モデリング言語など。
      - ハードウェア記述言語 - 主に集積回路(IC, LSI)の設計に用いる言語。
      - ハードウェア制御言語 - 人間は記述は行わない。プリンタや表示の制御など。

### プログラミング言語の分類
- 個別のプログラミング言語名については、プログラミング言語一覧を参照。
- プログラミング言語
  - 低水準言語と高水準言語
- 言語処理系
  - コンパイラとインタプリタ（「コンパイラ言語とインタプリタ言語」という分類はナンセンス）
- 用途や形態による分類
  - スクリプト言語
  - マクロ言語
- プログラミングパラダイムによる分類
  - 手続き型言語 - 多数
  - 関数型言語 - Haskellなど
  - 論理型言語 - Prologなど
  - オブジェクト指向言語 - Smalltalk、C++、Javaなど
- ソースコードの表現法による分類（基本的に、抽象的には全く変わらない「プログラム」を、文字で表現するか文字以外のもので表現するか、という違いである。）
  - テキストプログラミング言語
  - ビジュアルプログラミング言語

## プログラミングの歴史
- プログラミング言語年表

### プログラム開発の歴史
- ソフトウェア工学
- プログラミングの変遷
  - パンチカード
- プログラムの寿命 - 最初に考えるべき重要な問題。
  - プログラムの品質
  - プログラムの結合度 - スパゲティプログラム、多重継承、オブジェクト指向
- プログラミング
  - 構造化プログラミング - goto文
  - 関数型プログラミング
  - イベント駆動型プログラミング
  - オブジェクト指向プログラミング - オブジェクト指向、差分プログラミング
  - Webプログラミング
- 開発手法
  - ウォーターフォール・モデル
  - スパイラル・モデル
  - エクストリーム・プログラミング - 軽量開発手法、アジャイルソフトウェア開発
  - テストファースト
- 設計手法
  - フローチャート
  - モデリング言語 - UML
  - デザインパターン
  - 状態遷移図

### プログラミングの文化
- デファクトスタンダード
- 自由ソフトウェア
  - 自由ソフトウェア運動、フリーソフトウェア財団、GNU General Public License、コピーレフト
- オープンソース - Open Source Initiative
- リバースエンジニアリング

## システムプログラミング
システムソフトウェアの記事も参照
- プログラミングから見たCPUの基本要素
  - 命令セット、レジスタ、アドレス、フラグ
- 機械語、アセンブラ、ニーモニック、アドレッシングモード
- メモリマップ - データ領域、コード領域、スタック領域
- サブルーチン、スタックポインタ、マクロ
- 割り込み - 割り込みベクタ
- DMA(Direct Memory Access)

## 主として手続き型言語の言語機能
- メモリマップ
  - データ領域、コード（テキスト）領域、スタック領域、ヒープ領域
  - 定数領域（書込み禁止領域）、BSS領域、静的領域（スタティック領域）、静的データ（静的メモリ）、動的データ（動的メモリ）
- ソースコード
  - Hello world - 各プログラミング言語によるサンプルプログラム。
- 構文規則 - バッカス・ナウア記法
- コメント(注釈)
- 予約語
  - キーワード (C言語)、予約語 (Java)、…
- 演算子
- 識別子 - メタ構文変数
- 行番号
- 基本制御構造
  - 分岐処理 - if文、switch文
  - 反復処理（繰り返し処理）、ループ - for文、while文
  - 順接
- その他の制御
  - 再帰呼び出し - 末尾再帰
  - 無条件ジャンプ - goto文
  - 例外処理 - 継続
- サブルーチン
  - マクロ、関数、手続き(プロシージャ)、メソッド (計算機科学)
  - 引数 - 値渡しと参照渡し
  - return文
- データ・データ型・型システム
  - プリミティブ型と複合型
  - 数値型 - 整数型、浮動小数点型、など
  - 文字 - 文字型、文字列型
  - コンテナ (データ型) - 配列、構造体、など
  - 抽象データ型 - オブジェクト指向を参照。
  - ポインタ型
  - データ型に関するその他の記事 - 列挙型、ブーリアン型、など
- 修飾子
  - 定数
  - 静的変数
  - フィールド (計算機科学) - インスタンス変数、クラス変数
  - アクセス制御子
- スコープ
  - ブロック構造
  - 変数 - グローバル変数、ローカル変数（局所変数）
  - 動的スコープ、静的スコープ
  - 変数、関数、メソッドなどの外部宣言、アクセス制御子
  - 前方参照 - プロトタイプ宣言（C言語）、forward宣言(Pascal)
  - 名前空間
  - カプセル化
- プリプロセッサ - マクロ
- モジュール
  - ライブラリ、unit(Pascal)、パッケージ (Java)
  - 名前空間
  - プラグイン
- 型チェック - キャスト

## オブジェクト指向
- オブジェクト指向
- モデル
  - オブジェクト (プログラミング)、クラス (コンピュータ)、メッセージ駆動
- カプセル化 - スコープ
- 継承 - 単一継承、多重継承
- ポリモーフィズム - 多重定義（オーバーロード）、オーバーライド
- メッセージ駆動 - 委譲モデル
- インスタンス
- メンバ
  - フィールド (計算機科学) - クラス変数、インスタンス変数
  - メソッド (計算機科学)（メンバ関数）、コンストラクタ、デストラクタ、ファイナライザ
- インタフェース (情報技術) - マーカーインタフェース
- アノテーション
- シャローコピー

## プログラム開発
- プログラム
- プログラマ
- システムエンジニア
- アーキテクト

### プログラムの設計
- プログラム開発手法 - プログラミングの歴史を参照。
- 構造設計
  - フローチャート、PAD、
  - モデリング言語 - UML
- インターフェイス設計
  - デザインパターン
  - API(Application Programming Interface)

### プログラム開発ツール
- エディタ、テキストエディタ
- アセンブラ、逆アセンブラ、コンパイラ、make、リンカ(リンケージエディタ)、デバッガ
- 統合開発環境 - RAD (計算機プログラミング環境)
- オーサリングツール、ICE(インサーキット・ エミュレータ)

### コンパイラ
- コンパイラ
  - プログラミング技術・情報工学の構文解析も参照。
  - ネイティブコード、中間コード、バイトコード
- コンパイラ
  - 最適化、80-20の法則
- 事前コンパイル、動的コンパイル、ジャストインタイムコンパイル方式、適応的コンパイル、遅延コンパイル

### プログラムの実行環境
- インタプリタ
- ライブラリ
  - 動的リンク、静的リンク
  - ダイナミックリンクライブラリ、ランタイムライブラリ
- 仮想機械 - ジャストインタイムコンパイル方式、ガベージコレクション

### プログラムの実行エラー
- デバッグ - バグ をとること。
- セキュリティホール
- 算術エラー - 算術オーバーフロー（桁あふれ）
- メモリ不足 - スタックオーバーフロー
- メモリ破壊 - スタック破壊、メモリリーク、バッファオーバーラン
- 制御不良 - 無限ループ、デッドロック、非同期アクセス
- 不正操作 - 命令違反、特権違反、単なるポインタの誤操作
- 設計ミス

### プログラムのテスト
- ソフトウェアテスト
- テスト駆動開発、テストファースト、テストプログラム
- 単体テスト、結合テスト、総合テスト（システムテスト）、ブラックボックステスト、ホワイトボックステスト
- 検証ツール、コード網羅率（コードカバレッジ）、プロファイリング
- スループット、ボトルネック、80-20の法則
- インスペクション、ウォークスルー、チーム・レビュー、パスアラウンド、ピア・レビュー、ペア・プログラミング、アドホック・レビュー、カジュアル・ラーニング（英語版）

### プログラムのドキュメント
- Javadoc

### プログラムの移植
- 移植性、クロスプラットフォーム

### プログラムの権利
- 著作権、ソフトウェア特許、リバースエンジニアリング、アルゴリズム特許

## プログラミング技術・情報工学
- 情報工学も参照。
- ソフトウェア工学

### 論理演算
- 論理演算、ブール代数、論理式、真理値、真理値表
- 論理和(OR)、論理積(AND)、否定(NOT)、排他的論理和(XOR)、同値
- ビット演算
- カルノー図

### データ構造
プログラムで多く使われる基本的なデータの構造
- データ構造
  - 配列、線形リスト、スタック、キュー
  - ハッシュテーブル、連想配列、木構造、B木 2-3木、グラフ、リングバッファ

### アルゴリズム
- ソート - データを並べ替えること
  - バブルソート、シェルソート、ヒープソート、クイックソート、マージソート、・・・
- 探索
  - 線型探索、二分探索
- グラフ
  - 閉路

### 数値計算
- フーリエ変換、高速フーリエ変換、離散コサイン変換、ウェーブレット変換

### 文字コード
- 文字コードを参照。

### ストリーム
- ストリーム、パイプ

### 構文解析
- 構文解析、構文解析器、字句解析
- 逆ポーランド記法、正規表現、パターンマッチング
- コンパイラ
- DOM(Document Object Model)、SAX(Simple API for XML)

### 制御手法
- 割り込み処理
- プロセス管理
  - プロセス、マルチプロセス、スレッド、スケジューリング、ラウンドロビン方式
  - プロセス間通信
- 共有メモリ
- 同期、排他制御、セマフォ、モニタ
- トランザクション
- ウォッチドッグ、リアルタイムシステム
- 状態制御 - 状態遷移、状態遷移図

### メッセージ伝達手法
- コールバック
- メッセージ駆動、委譲モデル
- イベント駆動型プログラミング - イベント

### データファイル
- 設定ファイル
- データ記述言語、マークアップ言語、XML、DOM、SAX

### 通信手法
- プロトコル、ハンドシェイク、通信シーケンス、状態制御

### バージョン管理
- マジックナンバー、バージョン管理システム

### その他
- データ圧縮 - データ圧縮を参照
- 暗号 - 暗号を参照。
- 人工知能
- ライフゲーム、制御理論、ファジィ制御、ニューラルネット、遺伝的アルゴリズム